# Sissy Spacek
Sissy Spacek (rođena kao Mary Elizabeth Spacek, Quitman, Teksas, SAD, 25. prosinca 1949.) je američka glumica i pjevačica.
Rođena je u mjestu Quitman u Teksasu, SAD, u obitelji moravsko-češkog porijekla. Prvu ulogu na filmu ostvaruje 1972. u trileru Prime Cut, zajedno s Gene Hackmanom i Lee Marvinom. Uskoro stječe međunarodnu slavu glumeći u nizu od kritike hvaljenih filmova uglednih redatelja kao Terrence Malick, Brian de Palma i Robert Altman. Jedna od njenih najznačajnih uloga bila je 1973. u Mallickovom filmu ceste Pustara, gdje glumi petnaestogišnju djevojku Holly, čiji je subjektivni i romantični pogled na zbivanja često u neskladu sa stvarnošću. 1980-ih jedna je od vodećih hollywoodskih glumica, nagrađena 1980. Oscarom za ulogu country pjevačice Lorette Lynn u filmu Rudareva kći, te s još tri nominacije za filmove Nestao, Zločini srca i Rijeka. Poznata je većinom po ulogama u dramama, ali i po uspješnim izletima u komedije. Kao pjevačica nominirana je za Grammy za glazbu iz filma Rudareva kći, a 1983. objavljuje vlastiti country album Hangin' Up My Heart.

## Izabrana filmografija
- Badlands (1973.)
- Carrie (1976.)
- Rudareva kći (1980.)
- Nestao (1982.)
- Zločini srca  (1986.)
- JFK (1991.)
- U zamci (2001.)

## Diskografija
Albumi
- Hangin' Up My Heart (1983.)

Singlovi
- Coal Miner's Daughter (1980.)
- Lonely But Only for You (1983.)
- If I Can Just Get Through the Night (1984.)
- If You Could Only See Me Now (1984.)

## Vanjske poveznice
- Sissy Spacek u internetskoj bazi filmova IMDb-u (engl.)